# Luca Drudi
Luca Drudi, né le 11 mai 1962 à Rimini est un pilote automobile italien. Il a notamment participé à trois reprises aux 24 Heures du Mans, en 1998, 2001 et 2002. Il remporte la catégorie GT2 en 1998 au volant d'une Chrysler Viper GTS-R de l'écurie Chrysler Team Oreca. Lors de sa deuxième participation en 2001, il obtient de nouveau la première place, en catégorie GT, au volant d'une Porsche 911 GT3 RS (996) de Seikel Motorsport.

## Carrière
En 1998, il participe pour la première fois de sa carrière aux 24 Heures du Mans. À bord d'une Chrysler Viper GTS-R de l'écurie Chrysler Team Oreca, partagée avec Justin Bell et David Donohue, il remporte la catégorie GT2,.
En 2001, il s'impose de nouveau aux 24 Heures du Mans, au volant de la Porsche 911 GT3 RS (996) de Seikel Motorsport, en compagnie de Gabrio Rosa et Fabio Babini. En outre, il se classe sixième du classement général, devant les GTS,,,.
En 2005, il est annoncé pour piloter la Ferrari 360 Modena GTC de GPC Sport en Le Mans Endurance Series.